# Вербовецько-Заліський загальнозоологічний заказник
Вербове́цько-Залі́ський зака́зник — загальнозоологічний заказник місцевого значення в Україні. Розташований у межах Вербовецької сільради Кременецького району Тернопільської області, в тому числі у кв. 31-34 Лановецького лісництва Кременецького держлісгоспу (урочище «Залісь»).
Площа — 2699 га. Створений відповідно до рішення виконкому Тернопільської обласної ради від 30 червня 1986 року, № 198. Заказник перебуває у віданні Вербовецької сільради та Кременецького держлісгоспу ДЛГО «Тернопільліс». Рішенням Тернопільської обласної ради від 22 липня 1998 року, № 15, мисливські угіддя заказника надані у користування Лановецької районної організації УТМР як постійно діюча ділянка з охорони, збереження та відтворення мисливської фауни.
Під охороною — місце відтворення та відновлення мисливської фауни. Трапляються заєць сірий, вивірка звичайна, лисиця руда, куниця лісова, сарна європейська, куріпка сіра та інші цінні мисливські види тварин.